# 関越交通前橋営業所
関越交通前橋営業所（かんえつこうつうまえばしえいぎょうしょ）は、関越交通の営業所。路線バス、高速バスの運行を行う。

## 所在地
- 群馬県前橋市総社町総社2533[1]

当初は、前橋市平和町1-6-2にあったが、2011年に上記の場所に移転した。
最寄りの鉄道駅は「群馬総社駅」。最寄りバス停は「関越交通前橋営業所」であり、営業所内にある。
現在地および旧所在地共に、かつて存在した東武バス前橋営業所とは異なる場所である。

## 沿革
- 2011年（平成23年） - 営業所を平和町から総社町に移転。
- 2020年（令和2年）4月1日 - コミュニティバス除く全線で交通系ICカードに対応[2]。
- 2020年（令和2年）4月4日 - 新型コロナウイルス感染症拡大のため、アザレア号運休[3]。
- 2022年（令和4年）4月1日 - マイバスが交通系ICカードに対応[4]。
- 2023年（令和5年）1月28日 - ぐるりんが交通系ICカードに対応[5]。
- 2023年（令和5年）3月1日 - アザレア号運行再開、東京ディズニーランド乗り入れ開始[6]。
- 2023年（令和5年）4月1日 - 前橋渋川線が道の駅まえばし赤城に乗り入れ開始[7]。
- 2024年（令和6年）4月1日 - 原美術館ARC線開設[8]。(運行開始は4月7日)

## 現行路線
前橋市、高崎市、渋川市内の路線を担当している。一部路線は渋川営業所と共管となっている。高崎市、前橋市のコミュニティバスを受託している。
前橋駅 - 県庁前は「本町ライン」と命名されており、同区間を運行する6社で等間隔運行など共同経営を行っている。

### 22前橋渋川線
- 前橋駅から本町を通り、国道17号を北上して渋川駅に行く路線である。道中、国道17号から群大病院や南橘団地、群馬大学荒牧、道の駅まえばし赤城、小児医療センターに枝線状に伸びている区間があり、それらの区間は系統によって経由が異なる。
- 沿線は群馬大学荒牧キャンパス、群馬大学昭和キャンパス、群馬大学医学部附属病院と群馬大学の施設がいくつか点在し、大学関係者の利用が多い。また、沿線住民通勤通学の利用も多く、運行本数は県内有数である。
- 休日のみけやきウォーク前橋に乗り入れる。
- 渋川営業所と共管になっており、前橋営業所は前橋市内完結の系統を担当する。

系統
前橋営業所が担当している系統のみ記載する。
- 22C けやきウォーク前橋 - 前橋駅 - 本町 - 北前橋 - 南橘団地 （ - 渋川駅）
  - 南橘団地から先、渋川駅に行く便もあるが、渋川営業所担当である。
- 22G 前橋駅 - 本町 - 北前橋 - 荒牧 - 群馬大学荒牧
  - 2020年4月1日に渋26として新設された系統。群大病院、南橘団地に立ち寄らず、国道17号線をまっすぐ進む群大荒牧への最短系統である。
- 22H けやきウォーク前橋 - 前橋駅 - 本町 - 北前橋 - 南橘団地 - 荒牧 - 群馬大学荒牧
- 22J 前橋駅 - 本町 - 群大病院
- 22K 前橋駅 - 群大病院 - 群馬大学荒牧
- 22L 前橋駅 - 本町 - (群大病院) - 北前橋 - （南橘団地） - 荒牧 - 道の駅まえばし赤城
  - 2023年4月1日に新設された系統[9]。土日祝のみの運行である。便によっては群大病院、南橘団地を経由する。
- 22M けやきウォーク前橋 - 前橋駅 - 本町 - 群大病院 - 北前橋 - 南橘団地 - 荒牧 - 群馬大学荒牧

### 前橋金古王塚台線
- 前橋市から委託を受けて運行。
- 本町ラインを経由後、利根川を渡り高崎市の旧群馬町北部方面に向かう。
- 群馬温泉は高崎渋川線とぐるりんこうづけ国分寺線が乗り入れる。また、乗務員休憩所付きのバス待機場がある。

系統
- 25A 前橋駅 - [本町ライン] - 県庁前 - 上石倉 - 足門 - 金古四ツ角 - 金古王塚台団地
- 25B 前橋駅 - [本町ライン] - 県庁前 - 上石倉 - 足門 - 金古四ツ角 - 金古王塚台団地 - 群馬温泉

### 前橋土屋文明線
- 前橋市から委託を受けて運行。
- 本町ラインを経由後、利根川を渡り高崎市の旧群馬町南部方面に向かう。
- 休日のみけやきウォーク前橋に乗り入れる。

系統
- 26A 前橋駅 - [本町ライン] - 県庁前 - 上石倉 - 三ツ寺 - 土屋文明文学館
- 26B けやきウォーク - 前橋駅 - [本町ライン] - 県庁前 - 上石倉 - 三ツ寺 - 土屋文明文学館

### 川原町線（緑が丘経由）
- 前橋駅から住吉町交番前までは前橋渋川線と同じ経路を走る。前橋渋川線より利根川寄りを走る。
- 休日のみ総合スポーツセンターに乗り入れる。
- 前橋渋川線の別線のような立ち位置の路線であり、かつては渋川駅行きも運行されていた。

系統
- 44A 前橋駅 - 本町 - 住吉町交番前 - 三中前 - 緑が丘町 - 川原町北
- 44B 前橋駅 - 本町 - 住吉町交番前 - 三中前 - 敷島公園バスターミナル - 緑が丘町 - 川原町北
- 44C 前橋駅 - 本町 - 住吉町交番前 - 三中前 - 敷島公園バスターミナル - 緑が丘町 - 川原町北 - 総合スポーツセンター

### 川原町線（附属小経由）
- 前橋駅 - 住吉町交番前、敷島学校入口 - 荒牧は前橋渋川線と同じ経路を走る。
- 前橋駅方面と川原町方面で発着地点が異なる。
- 群馬大学教育学部附属小学校の通学向けな路線であり、平日のみ1.5往復と運行本数は少ない。

系統
- 45A 群大附属小前 - 敷島学校入口 - 荒牧 - 川原町北 - 総合スポーツセンター
  - 群大附属小→総合スポーツセンター方向のみの運行。平日夕方2本運行。
- 45B 前橋駅 - 本町 - 住吉町交番前 - 群大附属小 - 敷島学校入口 - 荒牧 - 川原町北
  - 川原町北→前橋駅方向のみ運行。平日朝1本運行。

### 大渡町線
- 前橋駅の出入庫系統。
- 本町ラインを経由し、中央大橋を渡る。
- ほとんどのバスは前橋駅以外の地点で出入庫回送をするため、運行本数は平日0.5往復、休日2.5往復と少ない。

系統
- 46 前橋駅 - [本町ライン] - 県庁前 - 公社ビル入口 - 関越交通前橋営業所

### 前橋赤城山線
- 前橋駅から中央前橋駅を経由し、県道4号線（赤城県道）をまっすぐ北上して旧富士見村方面に向かう路線である。
- 休日のみの運行である。平日は富士見温泉で富士見赤城山線と富士見温泉線に完全に分断されている。
- 渋川営業所との共管路線であり、前橋営業所は夏期間休日の各停便の一部を担当している。

系統
前橋営業所が担当している系統のみ記載する。
- 48A 前橋駅 - 中央前橋駅 - 北代田 - 富士見温泉 - あかぎ広場前 - 赤城山ビジターセンター
- 48B けやきウォーク前橋 - 前橋駅 - 中央前橋駅 - 北代田 - 富士見温泉 - あかぎ広場前 - 赤城山ビジターセンター

### 富士見赤城山線
- 前橋赤城山線の区間便である。
- 渋川営業所と共管であり、前橋営業所は夏期間休日の一部を担当する。

系統
- 49 富士見温泉 - あかぎ広場前 - 赤城山ビジターセンター

### 富士見温泉線
- 前橋赤城山線の区間便である。
- 富士見温泉 - 国立赤城青少年交流の家はこの路線の単独区間である。この区間は、上下線で運行経路が異なる。
- 日本中央バスも同じく前橋駅 - 富士見温泉を運行しているが、経路は異なっている。
- 渋川営業所と共管である。富士見温泉 - 国立赤城青少年交流の家は前橋営業所のみが運行している。

系統
- 50A 前橋駅 - 中央前橋駅 - 北代田 - 富士見温泉
- 50B けやきウォーク前橋 - 前橋駅 - 中央前橋駅 - 北代田 - 富士見温泉
- 50C けやきウォーク前橋 - 前橋駅 - 中央前橋駅 - 北代田 - 富士見温泉 - 国立赤城青少年交流の家
  - 休日のみ運行。
- 50E 前橋駅 - 中央前橋駅 - 北代田 - 富士見温泉 - 国立赤城青少年交流の家
  - 平日のみ運行。富士見温泉 - 国立赤城青少年交流の家はデマンド運行。
- 50F けやきウォーク前橋 - 前橋駅 - 中央前橋駅 - 北代田 - 富士見温泉 - 国立赤城青少年交流の家
  - 平日のみ運行。富士見温泉 - 国立赤城青少年交流の家はデマンド運行。

### 前橋公園線
- 本町ラインを経由して前橋公園・敷島公園に向かう短距離路線。
- 前橋渋川線、富士見温泉線の合間運用であり、回送を兼ねた便が多い。前橋公園には乗務員休憩設備がある。
- 渋川営業所と共管である。

系統
- 55A 前橋駅 - [本町ライン] - 県庁前 - 前橋公園
- 55B けやきウォーク前橋 - 前橋駅
- 55C 前橋駅 - [本町ライン] - 県庁前 - 前橋公園 - 敷島公園バスターミナル
  - 休日1往復のみの運行。
- 55E けやきウォーク前橋 - 前橋駅 - [本町ライン] - 県庁前 - 前橋公園

### 高崎渋川線
- 高崎駅から北高崎駅を経由し県道25号渋川街道を走る路線である。1時間に2 - 3本運行されており、運行本数が多い。
- 群馬温泉行きと渋川駅行きがある。群馬温泉には乗務員休憩所付きの待機場がある。
- 渋川営業所と共管である。

系統
- 高崎駅 - 北高崎駅 - 三ツ寺 - 金古四ツ角 - 群馬温泉
- 高崎駅 - 北高崎駅 - 三ツ寺 - イオンモール高崎 - 金古四ツ角 - 群馬温泉
- 高崎駅 - 北高崎駅 - 三ツ寺 - 金古四ツ角 - 田中 - 渋川駅
- 高崎駅 - 北高崎駅 - 三ツ寺 - イオンモール高崎 - 金古四ツ角 - 田中 - 渋川駅

これらの他、群馬温泉経由の渋川駅行きがあるが、2023年7月現在前橋営業所の運行する便はない。

### 原美術館ARC線
- 2024年4月1日に開設された、高崎駅から伊香保方面に向かう路線である。
- 全区間急行運転を行っており、途中停留所はグリーン牧場前のみである。
- 4～10月の日曜日のみ運行。

系統
- 高崎駅 - グリーン牧場前 - 原美術館ARC
  - グリーン牧場前停留所は、原美術館ARC行きは降車専用、高崎駅行きは乗車専用となっている。
  - 高崎駅から高崎市金古町辺りまでは、高崎渋川線の群馬温泉行きと同じ経路を通る。

### ・前橋市「マイバス」
4路線のうち2路線を受託している。両路線とも、20分間隔で一方向周りに運行する循環路線である。

#### マイバス南循環線
- 72 Qの広場前 - スズラン前 - 県庁前 - 紅雲町十字路 - 市民文化会館南 - 前橋駅 - Qの広場前

#### マイバス北循環線
- 73 Qの広場前 - スズラン前 - 臨江閣前 - 前橋リリカ前 - 総合福祉会館前 - 中央前橋駅 - Qの広場前

### ・高崎市内循環バス「ぐるりん」
18路線のうち、3路線を受託している。

#### 大八木線
- 5 北高先回り 高崎駅西口 - 浜川体育館 - 高崎北高校前 - 正観寺町 - 日高病院 - 中尾町 - 高崎駅西口
- 6 中尾先回り 高崎駅西口 - 中尾町 - 日高病院 - 正観寺町 - 高崎北高校前 - 浜川体育館 - 高崎駅西口

#### こうづけ国分寺線
八の字状の路線である。
- 19 右回り イオンモール高崎 - 群馬温泉やすらぎの湯 - 北原町 - イオンモール高崎 - 菅谷三社免 - 三ツ寺 - イオンモール高崎
- 20 左回り イオンモール高崎 - 北原町 - 群馬温泉やすらぎの湯 - イオンモール高崎 - 三ツ寺 - 菅谷三社免 - イオンモール高崎

#### かみつけの里線
八の字状の路線である。
- 21 右回り イオンモール高崎 - 三ツ寺 - かみつけの里博物館前 - イオンモール高崎 - ルネス二之沢 - 金古王塚台団地 - イオンモール高崎
- 22 左回り イオンモール高崎 - かみつけの里博物館前 - 三ツ寺 - イオンモール高崎 - 金古王塚台団地 - ルネス二之沢 - イオンモール高崎

### 高速バス
アザレア号
前橋、高崎地域と成田空港を結ぶ高速バス。千葉交通と共同運行している。
2023年7月現在の経路を以下に示す。
- 前橋関越交通営業所 - 前橋駅南口 -前橋亀里パーキング - 高崎駅東口 - 藤岡インター - 東京ディズニーランド - 成田空港（第1・2・3ターミナル）
  - 2023年3月1日より東京ディズニーランドに乗り入れ開始。

かつては伊香保温泉乗り入れなどもあった。

## 過去の路線

### 新前橋発着路線
新前橋駅から前橋渋川線に向かう路線が運行されていた。
関越交通前橋営業所行きは、出入庫系統として2011年7月より運行を開始した。
2020年3月に、最後まで残った新前橋駅 - 群大附属小 - 総合スポーツセンター線が廃止され、新前橋駅乗り入れは無くなった。
- 新前橋駅 - 県庁前 - 住吉町交番前 - 群大病院 - 荒牧 - 群馬大学荒牧 - 総合スポーツセンター
- 新前橋駅 - 県庁前 - 住吉町交番前 - 群大附属小前 - 敷島学校入口 - 荒牧 - 川原町北 - 総合スポーツセンター
- 新前橋駅 - 石倉 - 大友町 -関越交通前橋営業所

### 高崎渋川線イオンモール高崎前経由
高崎渋川線のイオンモール高崎経由の旧経路である。
イオンモール経由は当初、三ツ寺 - 足門は通常の渋川街道の経路から離れ、高渋バイパスを経由していた。その後、短絡ルートとなる道路が開通したため、2018年12月に経路変更された。また、バス停も高渋バイパスからイオンモールの西側にある市道に移動し、名称が「イオンモール高崎前」から「イオンモール高崎」に改称された。
- 高崎駅 - 三ツ寺 - 棟高東 - イオンモール高崎前 - 上毛 - 足門 - 群馬温泉
- 高崎駅 - 三ツ寺 - 棟高東 - イオンモール高崎前 - 上毛 - 足門 - 渋川駅

## 車両
路線車は中型車、小型車が在籍している。
自社路線向けの車は、全車日野自動車製である。中型車は日野・レインボーHR、日野・レインボーⅡが在籍。小型車は日野・リエッセ、日野・レインボーHRの7m車、日野・ポンチョが在籍する。以前は大型車（日野・ブルーリボン、いすゞ・エルガ）も在籍していたが、現在は廃車や他営業所移籍などで在籍していない。一部は、朝日自動車グループからの移籍車である。
前橋市コミュニティバスのマイバス用には、日野・ポンチョが在籍する。高崎市コミュニティバスぐるりんには、日野・ポンチョ、日野・レインボーHR 7m車、三菱ふそう・エアロミディMJが在籍する。
高速バス向けには、いすゞ・ガーラ、日野・セレガが在籍する。

## タクシー
旧前橋営業所（平和町）では、タクシーの運行も行っていたが、旧営業所閉所と共に撤退している。